# Emerging Sources Citation Index
Emerging Sources Citation Index (ESCI) — индекс цитирования, который с 2015 года составляется Thomson Reuters, а теперь Clarivate Analytics. По словам издателя, индекс включает «рецензируемые публикации регионального значения и в новых научных областях».
ESCI доступен через Web of Science наряду с Science Citation Index Expanded, Social Sciences Citation Index и Arts and Humanities Citation Index .
Журналы в ESCI не включаются в Journal Citation Reports, поэтому не получают импакт-фактора, хотя они вносят цитирования в расчёт импакт-факторов других журналов.

## Критерии включения
Для включения в журнал Emerging Sources Citation Index необходимо:
- Экспертная оценка
- Соблюдение этических норм публикации
- Соответствие техническим требованиям
- Наличие библиографической информации на английском языке
- Быть рекомендованным или запрошенным научной аудиторией пользователей Web of Science.

## Критика
Американский библиотечный деятель Джеффри Билл утверждал, что среди баз данных, созданных Clarivate Analytics, индекс цитирования Emerging Sources Citation Index является самым доступным и в результате содержит множество хищнических журналов .